# Aidis Kruopis
Aidis Kruopis (Vilnius, 26 ottobre 1986) è un ex ciclista su strada lituano, professionista dal 2011 al 2018, con caratteristiche di velocista.

## Palmarès
- 2007 (Klaipėda-Splendid, una vittoria)

3ª tappa Tweedaagse van de Gaverstreek (Deerlijk)
- 2008 (Ulan, una vittoria)

Tartu Rataralli
- 2010 (Palmans-Cras, tre vittorie)

Grand Prix Nobel Reizen
Dwars door de Antwerpse Kempen
Schaal Sels
- 2011 (Landbouwkrediet, quattro vittorie)

Omloop van het Waasland
Grote 1 Mei-Prijs
3ª tappa Ronde van België (Knokke-Heist > Ieper)
Schaal Sels
- 2012 (Orica-GreenEDGE, quattro vittorie)

3ª tappa Tour of Norway (Lillestrøm > Elverum)
4ª tappa Tour de Pologne (Będzin > Katowice)
1ª tappa Tour du Poitou-Charentes (Villebois-Lavalette > Royan)
2ª tappa Tour du Poitou-Charentes (Royan > Melle)
- 2013 (Orica-GreenEDGE, una vittoria)

2ª tappa Cumhurbaşkanlığı Türkiye Bisiklet Turu (Alanya > Antalya)
- 2015 (An Post-Chain Reaction, tre vittorie)

4ª tappa An Post Rás (Bearna > Newport)
8ª tappa An Post Rás (Drogheda > Skerries)
Campionati lituani, Prova in linea
- 2016 (Veranda's Willems Cycling Team, sei vittorie)

Dorpenomloop Rucphen
Ronde van Overijssel
1ª tappa Paris-Arras Tour (Douchy-les-Mines > Biache-Saint-Vaast)
2ª tappa Paris-Arras Tour (Barlin > Saint-Omer)
Classifica generale Paris-Arras Tour
Gooikse Pijl

### Altri successi
- 2007 (Klaipėda-Splendid)

2ª tappa, 2ª semitappa Ronde van de Provincie Antwerpen (Kasterlee, cronosquadre)
- 2009 (Team Piemonte, quattro vittorie)

Lokeren c (Criterium)
Hooglede (Criterium)
Internatie Reningelst (Criterium)
Izegem Koers (Criterium)
- 2010 (Palmans-Cras)

Heistse Pijl (Criterium)
Kampioenschap van het Waasland - Belsele (Criterium)
Buggenhout (Criterium)
- 2012 (Origa-GreenEDGE)

Verrebroek-Beveren (Criterium)
2ª tappa Eneco Tour (Sittard, cronosquadre)
Classifica punti Tour du Poitou-Charentes

## Piazzamenti

### Classiche monumento
- Parigi-Roubaix

2014: ritirato
2018: ritirato

### Competizioni mondiali
- Campionati del mondo

Copenaghen 2011 - In linea Elite: 71º
Doha 2016 - Cronosquadre: 10º
Doha 2016 - In linea Elite: 27º